# Dašt-e Lut
Dašt-e Lut (perz. کویر لوت; „Prazna pustinja”) je velika slana pustinja smještena u jugoistočnom dijelu Irana. Proteže se oko 480 km u dužinu odnosno 320 km u širinu, a površina od 51.800 km2 čini je 25. najvećom pustinjom svijeta. Pustinjsko područje proteže se od graničnih dijelova pustinje Dašt-e Kavir na sjeveru do planina Hazarana na jugu, obuhvaćajući pritom Jazdsku, Kermansku pokrajinu, te Južni Horasan i Sistan i Beludžistan. Pustinja Dašt-e Lut jedno je od najsuših mjesta na svijetu, a poznata je po najvišoj ikad izmjerenoj temperaturi pijeska od čak 70,7°C.
Između lipnja i listopada, ovo suho suptropsko područje je meta jakih vjetrova koji transportiraju sedimenate i uzrokuju eolske erozije kolosalnih razmjera. Prema tome, Dašt-e Lut posjeduje neke od najspektakularnijih primjera eolskog jardang terena (masivnih valovitih grebena). Ona također sadrži opsežne kamenite pustinje i polja dina. Ovo mjesto predstavlja izuzetan primjer protoka ovih geoloških procesa, zbog čega je 2016. godine upisano na UNESCO-ov popis mjesta svjetske baštine u Aziji.
Mjerenja MODIS spektroradiometra instaliranog na NASA-in satelit Aqua od 2003. do 2010. godine pokazala su kako je najtoplije mjesto na površini Zemlje u Dašt-e Lutu gdje temperature kopnene površine dosežu 70,7 °C (159,3 °F), premda je temperatura zraka nešto hladnija. Preciznost mjerenja je 0,5 K do 1 K.
Najtopliji dio Dašt-e Luta je Gandom Berjan, veliki plato prekriven tamnom lavom površine od oko 480 četvornih kilometara. Prema lokalnoj legendi, ime (perzijski „pržena pšenica”) mu potječe iz nesreće u kojoj je tovar pšenice ostavljen u pustinji, da bi ga u nekoliko dana potpuno spalile vrućine.

## Poveznice
- Dašt-e Kavir
- Zemljopis Irana

## Vanjske poveznice
- NASA: Dasht-e Lut, Iran  Arhivirana inačica izvorne stranice od 1. listopada 2006. (Wayback Machine)

Ostali projekti
|  | Zajednički poslužitelj ima stranicu o temi Dašt-e Lut    |
|  | Zajednički poslužitelj ima još gradiva o temi Dašt-e Lut |